# HighSchool
Highschool（韓語：여고생），是韓國Richworld娛樂於2019年推出的四人女子组合，成員包括Yebin、J、Haebin及SoEun。

## 成員資料
| 成員   | 成員           | 成員       |
| 姓名   | 出生日期及地點 | 隊內職務   |
| ------ | -------------- | ---------- |
| 趙晞倫 | 1999年2月14日  | 主舞、副唱 |
| 李素欣 | 2000年1月15日  | 主唱       |
| 金已斌 | 2000年9月1日   | 領舞、領唱 |
| 金巧兒 | 2000年12月19日 | 副唱、忙內 |

## 活動經歷

### 出道前
2017年10月30日，Richworld娛樂製作人Rich宣布公司旗下將會推出四人女子偶像組合。在正式出道前，成員會載上口罩遮蓋外貌，目的希望樂迷留意她們的才能及獨特的形象，而非只欣賞她們的外貌。
2018年，出道組成員Dami、Yiseul基於健康理由離開組合，Yebin、J替補空缺。

## 外部連結
- HighSchool的Facebook專頁
- HighSchool的Instagram帳戶
- HighSchool的X（前Twitter）
- YouTube上的HighSchool頻道
- V Live上的HighSchool 官方頻道（页面存档备份，存于）